# Клан (Приморская Шаранта)
Клан (фр. Clam) — коммуна во Франции, находится в регионе Пуату — Шаранта. Департамент коммуны — Шаранта Приморская. Входит в состав кантона Сен-Жени-де-Сантонж. Округ коммуны — Жонзак.
Код INSEE коммуны — 17108.

## Население
Население коммуны на 2010 год составляло 379 человек.
| 1962 | 1968 | 1975 | 1982 | 1990 | 1999 | 2010 |
| ---- | ---- | ---- | ---- | ---- | ---- | ---- |
| 232  | 203  | 216  | 209  | 237  | 283  | 379  |